# Эль-Мафрак
Эль-Мафрак (араб. المفرق‎) — город на северо-западе Иордании, административный центр одноимённой мухафазы.

## Географическое положение
Город находится в западной части мухафазы, недалеко от границы с Сирией, на высоте 695 метров над уровнем моря.

Эль-Мафрак расположен на расстоянии приблизительно 45 километров к северо-востоку от столицы страны Аммана. В 10 км от Эль-Мафрака располагается крупнейший лагерь беженцев от войны в Сирии Заатари.

## Демография
По данным переписи, на 2004 год население составляло 47 764 человек.
Динамика численности населения города по годам:
| 1994   | 2004   | 2012   |
| ------ | ------ | ------ |
| 38 393 | 47 764 | 63 947 |

## Транспорт
Через город проходит международная автотрасса, соединяющая Дамаск и Эр-Рияд. Также в городе есть железнодорожный вокзал.

В 3 километрах к востоку от Эль-Мафрака расположена авиабаза ВВС Иордании. Ближайший гражданский аэропорт расположен в городе Эз-Зарка.